# Glenn Greenwald
Glenn Edward Greenwald (New York, 6 marzo 1967) è un avvocato, giornalista e blogger statunitense.
È noto per il suo lavoro su una serie di articoli pubblicati nel 2013 su The Guardian riguardanti alcuni programmi segreti di intelligence, che si basavano su informazioni rivelate da Edward Snowden e che hanno valso al giornale il Premio Pulitzer per il miglior giornalismo di pubblico servizio (Public Service) nel 2014.
A febbraio 2014, insieme con Laura Poitras e Jeremy Scahill, ha fondato il giornale online The Intercept.

## Biografia

### Gioventù e istruzione
Nato a New York da Arlene e Daniel Greenwald, in una famiglia di origine ebraica, Greenwald si è trasferito con la famiglia a Lauderdale Lakes in Florida.
All'età di 17 anni, durante l'ultimo anno di high school, si è candidato al consiglio comunale della sua città. Dopo il diploma, Greenwald ha ottenuto un Bachelor of Arts alla facoltà di filosofia della George Washington University nel 1990 e poi uno Juris Doctor alla New York University School of Law nel 1994.

### Carriera

#### Avvocato
Nel 1994-1995 Greenwald ha esercitato come avvocato occupandosi di contenziosi prima presso lo studio legale Wachtell, Lipton, Rosen & Katz e successivamente nel suo studio, per il quale ha seguito casi riguardanti la costituzione degli Stati Uniti e i diritti civili, tra cui quello del rappresentante della Supremazia bianca Matthew F. Hale.

#### Unclaimed Territory
Nell'ottobre 2005 Greewald ha creato il blog Unclaimed Territory, nel quale ha cominciato a occuparsi delle indagini sul CIA-gate, l'accusa federale di Scooter Libby e la controversia dei programmi di sorveglianza da parte della National Security Agency tra il 2001 e il 2007. Il blog ha ricevuto il Koufax Award 2005 come Migliore Nuovo Blog.

#### Salon
A febbraio del 2007, Greenwald ha cominciato a scrivere contributi sulla Rivista online Salon, che nel tempo è andato a sostituire Unclaimed Territory.
Su Salon Greenwald ha scritto articoli sugli Attacchi all'antrace del 2001 e sulla candidatura dell'ex-ufficiale della CIA John O. Brennan al posto di Direttore della CIA o Direttore dell'Intelligence Nazionale in seguito all’elezione di Barack Obama. In seguito all’opposizione espressa da numerosi blog di area liberal e da quello di Greenwald in particolare, Brennan ha ritirato la sua candidatura, tornando a coprire la sua vecchia posizione alla CIA a marzo 2013.

#### The Guardian
Ad agosto 2012 Greenwald ha lasciato Salon per passare al The Guardian.
Il 5 giugno 2013 Greenwald ha rivelato la storia Top secret dell’ordine della United States Foreign Intelligence Surveillance Court  di permettere alla National Security Agency di acquisire metadata telefonici su tutte le chiamate tra gli Stati Uniti e l’estero e per quelle interne tramite una rete di Verizon Communications.

#### First Look Media eThe Intercept
A ottobre 2013 Greenwald ha abbandonato il Guardian per fondare l'organizzazione First Look Media, finanziata dal fondatore di eBay Pierre Omidyar. La sua prima pubblicazione online è The Intercept, a partire dal 10 febbraio 2014 e del quale Greenwald è l'editore, insieme con Laura Poitras e Jeremy Scahill.

#### Apparizioni sui media
Greenwald è apparso come ospite in diverse trasmissioni televisive (ABC, HBO, NPR, C-SPAN, MSNBC, Fox News Channel e PBS) e radiofoniche (Pacifica Radio e National Public Radio).

## Vita privata
Greenwald vive a Rio de Janeiro, città di suo marito David Miranda, morto nel 2023. La coppia si era sposata 17 anni prima e aveva anche adottato tre bambini (due fratellini nel 2017 e un altro maschio nel 2021). A proposito della sua residenza, Greenwald ha dichiarato che la sua scelta del Brasile è avvenuta in seguito alla promulgazione negli Stati Uniti del Defense of Marriage Act, legge americana che impediva il riconoscimento federale delle unioni civili tra persone dello stesso sesso, e che è stata in seguito invalidata dalla Corte suprema degli Stati Uniti d'America.

## Libri

### Edizioni originali
- How Would a Patriot Act? Defending American Values From a President Run Amok, ISBN 0-9779440-0-X (10) - ISBN 978-0-9779440-0-2 (13), pubblicato nel 2006 da Working Assets, distribuito da Publishers Group West e best seller del New York Times[20].
- A Tragic Legacy: How a Good vs. Evil Mentality Destroyed the Bush Presidency, un'analisi della presidenza di George W. Bush, pubblicato da Crown Publishing Group (Random House) nel 2007 (ISBN 0-307-35419-9 (10) - ISBN 978-0-307-35419-8 (13)), e ristampato in formato tascabile da Three Rivers Press nel 2008 (ISBN 0-307-35428-8 (10) - ISBN 978-0-307-35428-0 (13)), best seller del New York Times[20].
- Great American Hypocrites: Toppling the Big Myths of Republican Politics, ISBN 0-307-40802-7 (10) - ISBN 978-0-307-40802-0 (13), pubblicato da Random House nel 2008.
- With Liberty and Justice for Some: How the Law Is Used to Destroy Equality and Protect the Powerful, ISBN 0-8050-9205-6 (10), ISBN 978-0-8050-9205-9 (13), pubblicato da Metropolitan Books nel 2011 e best seller del New York Times[20].
- No Place to Hide: Edward Snowden, the NSA, and the U.S. Surveillance State pubblicato da Metropolitan Books nel 2014 (ISBN 1-6277-9073-X (10); ISBN 978-1-62779-073-4 (13)).

### Edizioni italiane dei libri di Greenwald
I libri di Greenwald disponibili in traduzione italiana comprendono:
- Sotto controllo. Edward Snowden e la sorveglianza di massa, Rizzoli Collana Saggi Stranieri, maggio 2014, copertina rigida, 373 pagine, ISBN 8817077550, ISBN 978-8817077552.

## Premi e riconoscimenti
Greenwald ha ricevuto numerosi premi per i suoi articoli, tra i quali:
- nel 2009 il primo Izzy Award per giornalismo indipendente ("special achievement in independent media")[21];
- nel 2010 l'Online Journalism Award[22];
- nel 2013 le sue divulgazioni sulla sorveglianza di massa da parte dell'NSA gli hanno valso numerosi premi, tra cui l'EFF Pioneer Award della Electronic Frontier Foundation[23][24], il George Polk Award per il giornalismo[25], due Online Journalism Awards[26], il Prêmio Esso de Jornalismo (Esso Award for Excellence in Reporting) in Brasile per i suoi articoli su O Globo (primo straniero ad aver vinto il premio)[27] e il premio Libertad de Expresion Internacional della rivista argentina Perfil[28]. I suoi reportage sui files dell'NSA sono anche alla base del soggetto del documentario Citizenfour, che ha vinto l'Oscar al miglior documentario nel 2014[29];
- nel 2014 il Premio fratelli Scholl per il libro No Place to Hide[30]. Nello stesso anno il Guardian ha vinto il Premio Pulitzer per il miglior giornalismo di pubblico servizio (Public Service) per i reportage sui files dell'NSA[2];
- nel 2015 il Siebenpfeiffer-Preis[31].

La rivista Foreign Policy ha nominato Greenwald come uno dei "Top 100 Global Thinkers of 2013".
Inoltre compare in numerose classifiche degli editorialisti più influenti negli Stati Uniti, per esempio tra i primi 25 per Forbes, tra i primi 20 per il New Statesman, tra i primi 40 per il New York Magazine, tra i primi 10 per l'opinionista del New York Times Paul Krugman, che cita il sito Mediaite.
A giugno del 2012, Newsweek ha nominato Greenwald nella lista dei 10 maggiori opinionisti in America.